# La Naissance de Vénus (Cabanel)
Pour les articles homonymes, voir La Naissance de Vénus.
La Naissance de Vénus est un tableau d'Alexandre Cabanel peint en 1863 ayant pour thème Vénus anadyomène. Il est exposé au musée d'Orsay. Le tableau connut le succès quand il fut exposé au Salon de 1863 et fut acheté par l'empereur Napoléon III.

## Historique
Exposé au Salon de 1863, le tableau est acquis par l'empereur Napoléon III pour la somme de 20 000 francs, il fait partie de la liste civile. Accroché au palais de l'Élysée en 1865. Installé au palais de Luxembourg en 1870. Après la chute de l'Empire, le tableau est réservé à l'État et figure dans les collections du musée du Luxembourg. Le tableau entre au musée du Louvre en 1923, il fait partie des collections du musée d'Orsay depuis 1978 (inventaire RF 273).
Cabanel passe un contrat avec la maison Goupil pour la commercialisation de reproductions en gravure de la Naissance de Vénus. Une réduction (85 cm × 136 cm) de La Naissance de Vénus, maison Goupil, réalisée par Adolphe Jourdan, datée de 1864, se trouve au musée d'Art Dahesh de New York. Une autre copie, elle aussi de dimensions un peu moindres (106 cm × 182,6 cm), a été exécutée sur commande du collectionneur américain John Wolfe et se trouve au Metropolitan Museum of Art à New York.

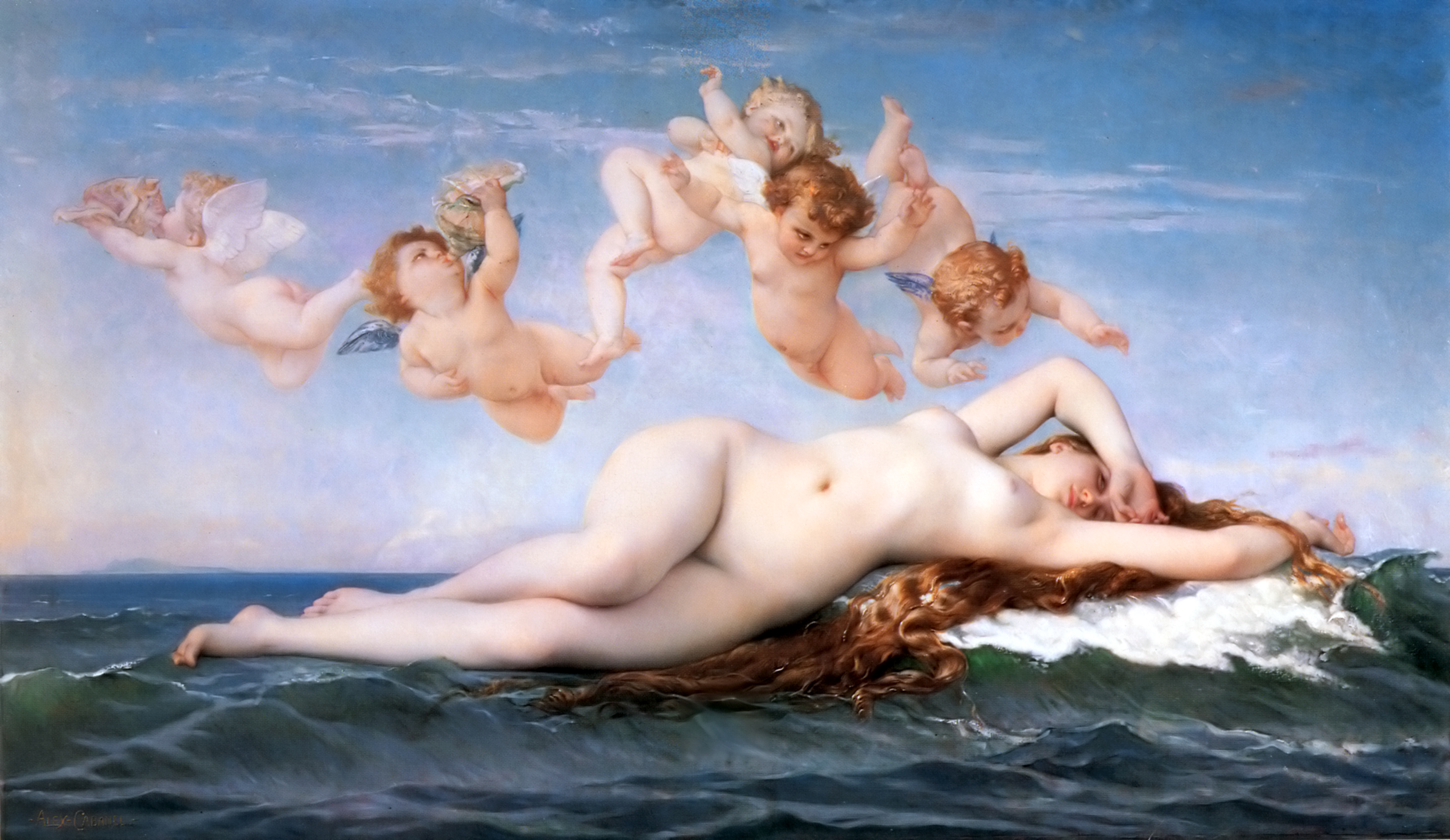
Copie légèrement réduite de la Naissance de Vénus réalisée douze ans après l'original à la demande du banquier new yorkais John Wolfe.

## Les controverses autour deLa Naissance de Vénus
Théophile Gautier et Louis Auvray font l'éloge de La Naissance de Vénus de Cabanel.

« Son corps divin semble pétri avec l'écume neigeuse des vagues. Les pointes des seins, la bouche et les joues sont teintées d'une imperceptible nuance rose (...) »

— Théophile Gautier, Le Moniteur universel du 13 juin 1863

« (...) la Naissance de Vénus, de M. Cabanel, qui charme et séduit sans exciter de désirs. Ce qu'on admire ici, c'est l'élégance des formes, la correction du dessin, la finesse et la fraîcheur du coloris. C'est moins nature que la Perle de M. Baudry ; mais c'est plus purement, plus poétiquement beau »

— Louis Auvray, Exposition des beaux-arts : salon de 1863
Alors qu'Émile Zola, qui combat la peinture académique « et les œuvres sans vie d'un Cabanel » et défend les œuvres de Manet « Il paraît que je suis le premier à louer sans restriction M. Manet. C'est que je me soucie peu de toutes ces peintures de boudoir, de ces images coloriées, de ces misérables toiles où je ne trouve rien de vivant. J'ai déjà déclaré que le tempérament seul m'intéressait. », critique la Naissance de Vénus de Cabanel, et émet un jugement sur Cabanel et l’ensemble de son œuvre.

« La déesse noyée dans un fleuve de lait, a l'air d'une délicieuse lorette, non pas en chair et en os - ce serait indécent - mais en une sorte de pâte d'amande blanche et rose,, »

— Émile Zola, Nos peintres au Champ-de-Mars - 1867

« Prenez une Vénus antique, un corps de femme quelconque dessiné d'après les règles sacrées, et, légèrement, avec une houppe, maquillez ce corps de fard et de poudre de riz ; vous aurez l'idéal de monsieur Cabanel, »

— Émile Zola, Nos peintres au Champ-de-Mars - 1867

« La principale malice de Cabanel, c'est d'avoir rénové le style académique. À la vieille poupée classique, édentée et chauve, il a fait cadeau de cheveux postiches et de fausses dents. La mégère s'est métamorphosée en une femme séduisante, pommadée et parfumée, la bouche en cœur et les boucles blondes. Le peintre a même poussé un peu loin le rajeunissement. Les corps féminins sur ses toiles sont devenus de crème. (...) C'est un génie classique qui se permet une pincée de poudre de riz, quelque chose comme Vénus dans le peignoir d'une courtisane,, »

— Émile Zola, Commentaire sur l'Exposition de 1875
Le critique d'art Joris-Karl Huysmans ne voyait lui dans la Naissance de Vénus de Cabanel qu’une « Vénus à la crème ».